# Ruslans Sorokins
Ruslans Sorokins est un joueur letton de volley-ball né le 11 mars 1982 à Riga. Il mesure 1,96 m et joue réceptionneur-attaquant.
Il dispute les Jeux olympiques d'été de 2012, participant au tournoi de beach volley aux côtés de Aleksandrs Samoilovs.

## Clubs
| Club                | De        | À         |
| ------------------- | --------- | --------- |
| PCSK Riga           | 2000-2001 | 2001-2002 |
| Lāse-R/Rīga         | 2002-2003 | 2006-2007 |
| Avignon Volley-Ball | 2008-2009 | 2008-2009 |
| Rennes Volley 35    | 2009-2010 | 2009-2010 |
| Spacer's Toulouse   | 2010-2011 | 2010-2011 |